# Герб Лебедянского района
Герб Лебедянского района является геральдическим символом Лебедянского района Липецкой области.
Утверждён решением Лебедянского районного Совета депутатов № 238 от 25 ноября 2003 года.
По геральдическим правилам и канонам герб является гласным.

## Описание герба(блазон)
В лазоревом поле на зеленой земле серебряный лебедь с золотыми глазами, клювом и лапами.
Первоначально геральдическое описание заканчивалось: «…и с чёрной переносицей», но при внесении в Государственный геральдический регистр РФ упоменание переносицы было удалено.

## Обоснование символики
За основу герба района взят исторический герб уездного города Лебедянь Тамбовской губернии. 16 августа 1781 года он был утверждён Екатериной II, подлинное описание которого гласило:
 
"Въ верхней части щита - гербъ Тамбовскiй. Въ нижней - птица лебедь, въ голубомъ полъ, означающая имя города".
За реконструкцию герба взялся геральдист Мочёнов К.Ф.
История Лебедяни и её окрестностей уходит в XVI в., когда Русское царство заявило претензии на Дикое поле и построило засечную Белгородскую черту для обороны от крымских татар.
Название района отражается гласно в центральном символе герба — лебеде.
Лебедь — символ постоянства, верной, чистой любви, неразлучности.
Серебро в геральдике символизирует чистоту, мудрость, благородство, мир, взаимосотрудничество.
Золото в геральдике символизирует прочность, величие, интеллект, великодушие, богатство.
Лазоревое поле герба дополняет символику и аллегорически показывает географическое расположение района по берегам р. Дон.
Лазурь в геральдике — символ мира, искренности, чести, славы, преданности, истины и добродетели.